# Manitou (paquebot)
Pour les articles homonymes, voir Manitou (homonymie).
Le Manitou est un navire de l'Atlantic Transport Line (ATL). Construit à Hartlepool sous le nom de Victoria, c'est un navire pouvant transporter une centaine de passagers et du bétail pour le compte de la Wilson & Furness-Leyland Line, mis en service en 1898. Il est presque aussitôt racheté par l'ATL qui le renomme Manitou peu après et l'utilise pour transporter passagers et animaux sur l'Atlantique. En 1905, cependant, de nouveaux navires entrant en service, la compagnie n'en a plus besoin. Si elle en reste propriétaire, elle le fait désormais affréter par la Red Star Line, une compagnie sœur qui l'exploite entre la Belgique et les États-Unis.
En 1914, la Belgique ayant été envahie pendant la Première Guerre mondiale, le Manitou est récupéré par sa compagnie d'origine qui le transforme, remplaçant les espaces destinés au bétail en dortoirs pour immigrants. Dès 1915, le navire est réquisitionné pour transporter des troupes en Méditerranée et sur l'Atlantique, et survit à plusieurs attaques de sous-marins ennemis. Ayant survécu au conflit, le navire est renommé Poland fin 1920, et sert à nouveau la Red Star Line dès le mois de janvier suivant.
En 1922, il est transféré à une autre compagnie sœur, la White Star Line, qui l'emploie au départ de l'Allemagne pour son service destiné aux migrants. Il ne fait que trois traversées avant d'être remplacé par d'autres navires. La compagnie le retire du service, mais ce n'est qu'en 1925 qu'il est conduit en Italie pour être démoli, effectuant son dernier voyage sous le nom de Natale.

## Histoire

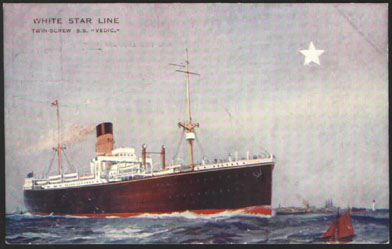
Durant sa courte carrière pour la White Star Line, le Poland sert aux côtés du Vedic.

Le Victoria est issu d'une série de cinq navires construits par les chantiers Furness, Withy & Co de West Hartlepool pour le compte de la Wilson & Furness-Leyland Line. Il est lancé le 31 juillet 1897 et est conçu pour transporter une centaine de passagers de première classe et du bétail. Il entre ainsi en service le 9 janvier 1898 pour effectuer un voyage inaugural entre Newcastle et New York, avant d'être affecté à la route entre Londres et New York dès février. Dès septembre, le Victoria et ses quatre jumeaux sont rachetés par l'Atlantic Transport Line pour 140 000 livres sterling chacun afin de remplacer les navires de la compagnie réquisitionnés pendant la guerre hispano-américaine. Le navire effectue sa première traversée sous ses nouvelles couleurs le 4 septembre suivant, et prend le nom de Manitou dès sa seconde traversée (ses jumeaux devenant le Mesaba, le Marquette, le Mohegan et le Menominee). Il sert cette compagnie jusqu'en février 1905, effectuant en tout 54 voyages. De nouveaux navires entrant alors en service, il n'est plus jugé utile.
En 1902, l'Atlantic Transport Line a rejoint l'International Mercantile Marine Co. (IMM), trust appartenant au financier américain John Pierpont Morgan et regroupant plusieurs compagnies britanniques et américaines. Au sein des compagnies du trust, le prêt de navires est à l'époque courant. C'est ainsi que le Manitou, toujours propriété de l'ATL, est exploité par la Red Star Line dont il prend les couleurs. Exploité entre Anvers et Philadelphie, il sert sa nouvelle compagnie à partir d'août, ses cabines ayant été rabaissées en seconde classe. Cette période n'est troublée que par la rupture de son unique arbre d'hélice en 1906, qui entraîne un retour au port et des réparations. En juillet 1914, Boston est rajoutée à son itinéraire, mais le mois suivant, la Belgique tombe entre les mains des Allemands et le service de la compagnie cesse. Le navire, modifié pour transporter un millier de migrants, est récupéré par l'Atlantic Transport Line qui l'utilise d'octobre à décembre entre Londres et New York. Il a déjà l'occasion, dans le cadre de ce service, de ramener des troupes du Canada, mais il est réquisitionné formellement dès 1915, et sert de transport de troupes à partir de cette date. Ses opérations l'amènent en Méditerranée, dans le cadre de la bataille des Dardanelles, et il échappe à plusieurs torpillages par des navires et sous-marins ennemis durant cette période.
Après les combats, le navire est à nouveau refondu en prévision d'un service pour la Red Star Line, et il est renommé Poland, tout en restant propriété de l'ATL. Il effectue sa première traversée sous ce nom le 20 janvier 1921, entre Anvers et New York, avant de changer d'itinéraire au retour pour la route allant à Hambourg, Danzig et Libau, faisant également escale à Philadelphie. Il sert ainsi jusqu'en mai 1921.
L'année suivante, il connaît un nouveau transfert au sein de l'IMM et devient propriété de la White Star Line, qui n'adapte cependant pas son nom à sa propre nomenclature. Il est affecté à la ligne Brême, Southampton, Québec, Montréal, aux côtés du Vedic, et commence son service le 26 avril 1922. Il n'effectue cependant que trois rotations. La compagnie décide en effet d'affecter à ce service deux navires plus importants, le Canopic et le Pittsburgh. Le Poland est alors mis au repos, et n'effectue plus aucun voyage commercial. En juin 1925, il est finalement vendu à des démolisseurs italiens pour 18 000 livres. Renommé Natale, il atteint Gênes le 13 juin pour y être démoli.

## Caractéristiques
Le Manitou est à ses débuts un paquebot-mixte de 144,9 mètres sur 15,9 mètres, et jauge 8 282 tonneaux. S'il peut transporter 120 passagers de première classe (réévaluée en deuxième classe dès 1905), son activité principale réside dans le transport de bétail et de chevaux dans son entrepont prévu à cet effet. Sa propulsion est assez archaïque pour l'époque puisqu'il ne dispose que d'une hélice, alimentée par une machine à triple expansion qui le propulse à 13 nœuds en moyenne. Sa coque est divisée en onze compartiments et comporte sept cales. Sa silhouette est classique des cargos de l'époque, avec une unique cheminée entourée de quatre mâts.
En 1914, ses installations sont revues et les ponts à bestiaux sont transformés afin d'accueillir plus d'un millier d'immigrants. Afin de s'adapter à cette modification, le Manitou est équipé de deux fois plus de canots de sauvetage.